# Hội đồng Mỹ Israel

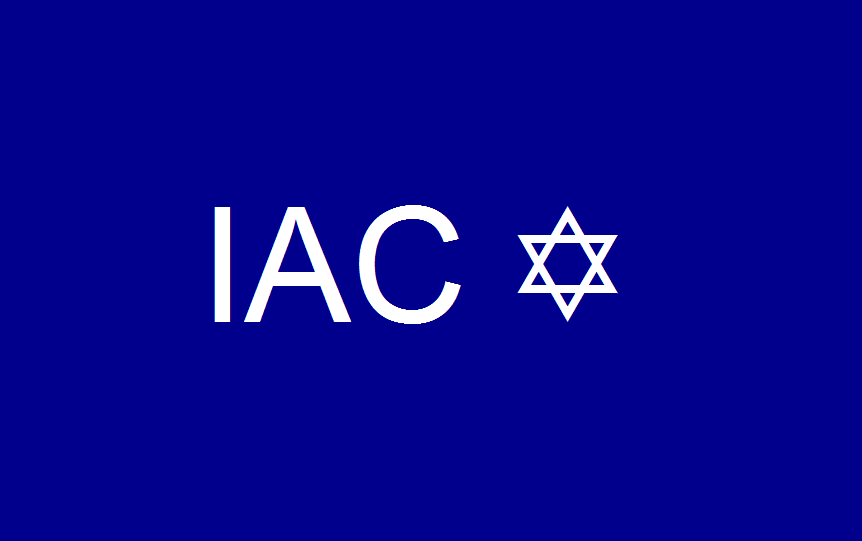
Cờ của tổ chức.

Hội đồng Mỹ Israel (Tiếng Anh: người Mỹ gốc Israel Hội đồng trong Tiếng Hebrew: ארגון הקהילה הישראלית-אמריקאית) là một tổ chức Mỹ có nhiệm vụ là để "xây dựng và giữ cùng các cộng đồng người Mỹ gốc Israel cho các thế hệ và khuyến khích hỗ trợ của họ đối với nhà nước Israel."

## Tổng quan
Những người Mỹ gốc Israel Hội đồng (IAC), ban đầu được gọi là Hội đồng Lãnh đạo Israel (ILC), được thành lập tại thành phố Los Angeles vào năm 2007 để tổ chức cộng đồng người Mỹ gốc Israel. '. Israel Hội đồng Lãnh đạo "một nhóm các nhà lãnh đạo cộng đồng Do Thái và người Mỹ tụ tập để hình thành ban đầu của giám đốc của tổ chức, sau đó được gọi là (ILC)' 'Các nhóm sáng lập đã có ba chìa khóa cho tương lai của những trụ cột tổ chức: tăng cường các thế hệ tương lai của công dân người Mỹ gốc Israel và có sự hỗ trợ của cộng đồng Do Thái Mỹ cho Nhà nước Israel. Sự tăng trưởng nhanh chóng của tổ chức khiến IAC sớm được thành lập như một tổ chức người Mỹ gốc Israel lớn nhất của Hoa Kỳ Đến năm 2013, tổ chức đổi tên cũ của nó, và thông qua tên hiện tại của nó: Mỹ-Israel Hội đồng (IAC). Trong năm 2014, IAC đã tổ chức hội nghị quốc gia đầu tiên trong Washington D.C. Trong năm 2015, IAC tăng sự hiện diện của nó và thành lập 7 văn phòng ở các bộ phận khác nhau của lãnh thổ quốc gia của Mỹ. trụ sở chính của nó là ở thành phố Los Angeles, có các văn phòng khu vực tại New York, Washington D.C., Miami, Boston, và New Jersey.

## Mục tiêu
IAC xác định mục tiêu của mình như sau:
- "Kết nối với các thế hệ tiếp theo của cộng đồng, với danh tính của họ Do Thái, tiếng Hebrew, và Nhà nước Israel."
- "Phục vụ như là một nguồn lực tài chính và chuyên nghiệp cho các sáng kiến nhằm hỗ trợ sự phát triển của một cộng đồng người Mỹ gốc Israel hoạt động và thống nhất, với các kết nối mạnh mẽ với các nước Israel, bây giờ và trong tương lai."
- "Tăng cường quan hệ giữa cộng đồng người Mỹ gốc Israel và cộng đồng Do Thái Mỹ."
- "Cầu xây dựng giữa Israel-Mỹ và cộng đồng Do Thái Mỹ tại Hoa Kỳ."
- "Hỗ trợ một nền văn hóa của sự rộng lượng, lòng vị tha, các hoạt động, tạo ra một kết nối đến Israel trên một mức độ cá nhân, có sự hỗ trợ và tham gia của cả cộng đồng."

## Lịch sử

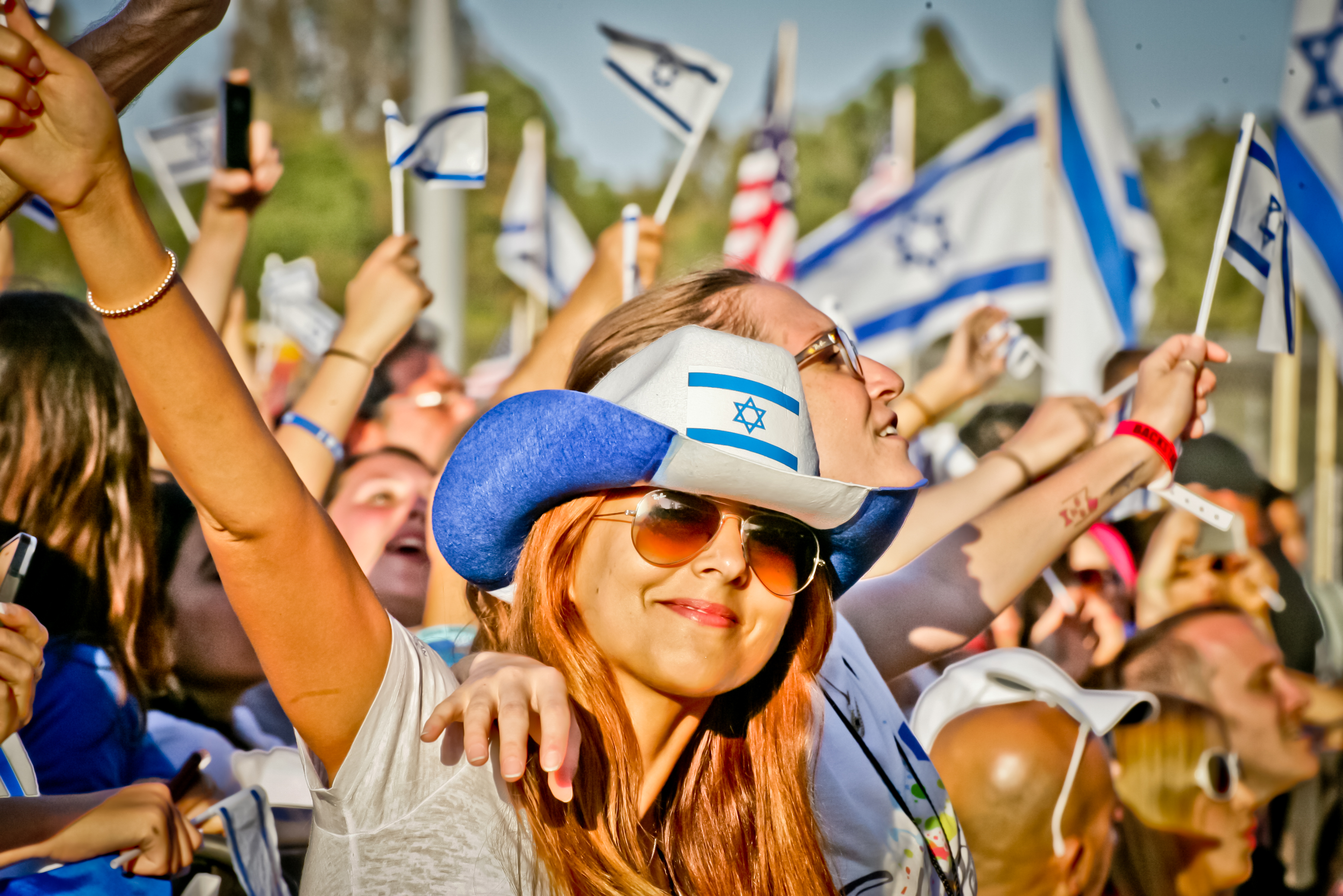
Celebrate Israel Festival ở Los Angeles, năm 2013.

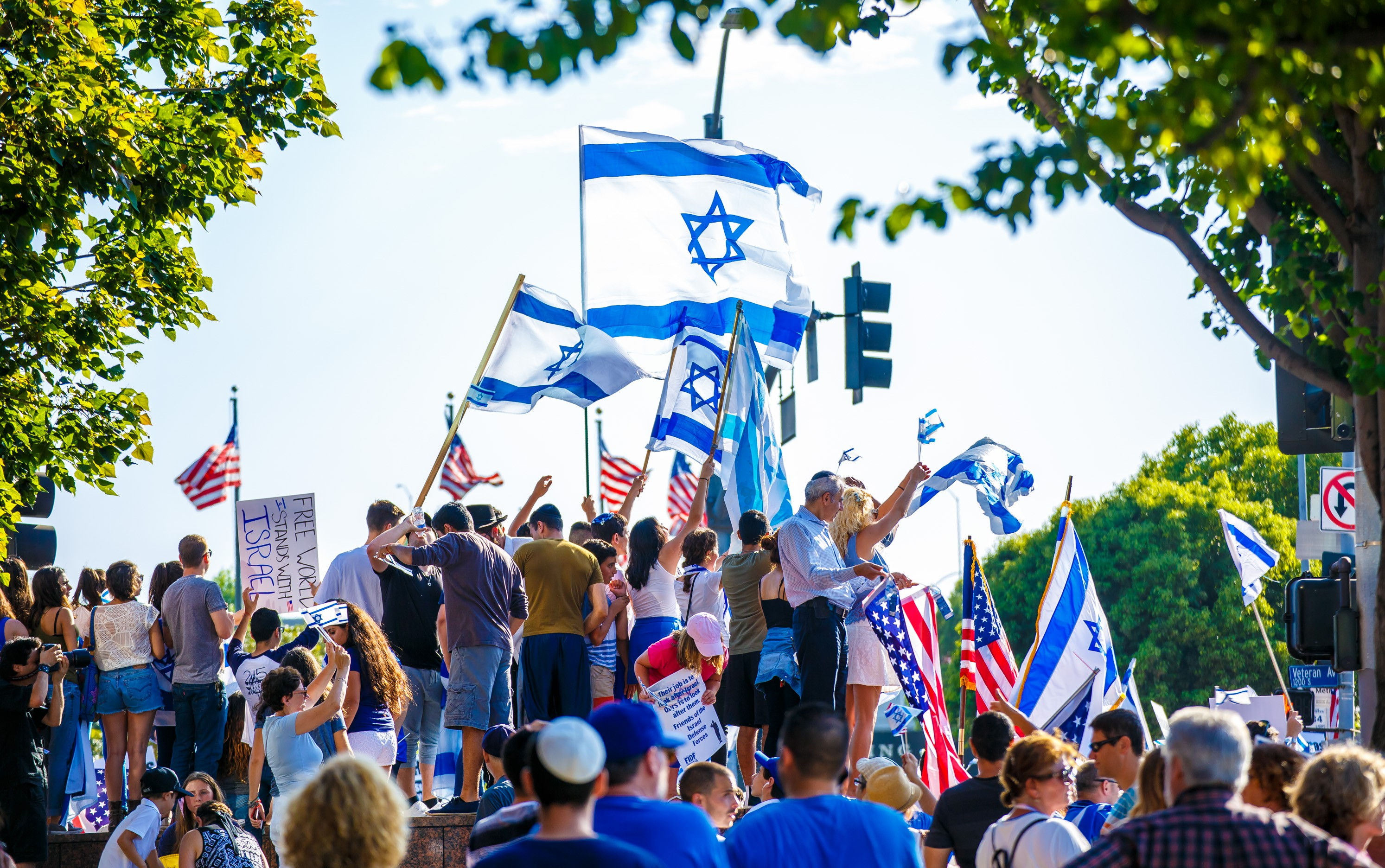
cuộc biểu tình ủng hộ Israel tại Los Angeles, năm 2014.

Vào mùa hè năm 2006, trong Lebanon chiến thứ hai, lãnh sự quán Israel tại Los Angeles đã tổ chức một cuộc biểu tình ủng hộ Israel. Trong khi cộng đồng và các nhà lãnh đạo của nó, cũng như hàng trăm thành viên cộng đồng tham dự sự kiện này, cả hai chỉ có một số ít các Israel-Mỹ tham gia. Các nhà tổ chức đã phải thất vọng để xem cử tri đi bầu thấp hơn 200.000 Israel-Mỹ sinh sống trong khu vực đó, cho rằng cuộc xung đột Israel-Mỹ đã theo sát các sự kiện sau đó diễn ra ở Israel, và một số trong số họ thậm chí họ đã dẫn đầu các sáng kiến hỗ trợ. Là một cộng đồng, họ đã không được tổ chức hoặc liên kết với bất kỳ tổ chức mà sẽ có thể tham gia cùng họ và dẫn họ.
Nhận thức tiềm năng chưa được khai thác của cộng đồng, lãnh sự Israel lúc đó đang ở Los Angeles vào thời điểm đó, Ehud Danoch, đã gặp hai cựu chiến binh địa phương của cộng đồng người Mỹ gốc Israel, Danny Alpert và Eli Marmour. Danny chuẩn bị một cuộc họp sơ bộ tại nhà với các thành viên cộng đồng tích cực Adam Milstein, Eli Tene, Steve Erdman, Naty Saidoff, Eli Shoham Marmour và Nicolet. Họ thành lập các Hội đồng Lãnh đạo Israel tại Tiếng Anh:  Hội đồng Lãnh đạo Israel  (ILC), với mục tiêu xây dựng một cộng đồng người Mỹ gốc Israel để củng cố thế hệ tiếp theo của cộng đồng Do Thái Mỹ và hỗ trợ của Nhà nước Israel.
Vào tháng 7 năm 2007, khoảng 80 nhà lãnh đạo cộng đồng và những người đàn ông và phụ nữ của doanh nhân Mỹ-Israel gặp nhau tại khách sạn Hilton của Beverly Hills để tham dự một bữa tiệc được tổ chức bởi ILC, từ đây tham gia thị trưởng Los Angeles và tổng lãnh sự của Israel. Dẫn đầu ILC là những thành viên sáng lập của Hội đồng: Adam Milstein, Steve Erdman, Eli Marmour, Naty Saidoff, Shawn Evenhaim, Yossi Rabinovitz và Nissan Pardo. Họ được đề cử Danny Alpert và Eli Tene là đồng chủ tịch của Hội đồng. Shoham Nicolet phục vụ như là một thành viên sáng lập và Giám đốc điều hành.
Trong năm 2008, ILC đã thu hút được nhiều nhà lãnh đạo cộng đồng và doanh nhân của cộng đồng, bao gồm cả Beny Alagem là, Leo David và Haim Saban, ai là những người đã đóng một vai trò quan trọng trong việc hỗ trợ ILC. Cuộc sống của Sderot trong tiếng việt Sderot, một sáng kiến lớn đầu tiên ILC, dự án này được hưởng lợi người dân miền nam Israel, mà là dưới một ngọn lửa liên tục do các cuộc tấn công tên lửa. Trong một nỗ lực chung với các lãnh sự quán Israel, ILC đã quy tụ 1.800 người tham gia, bao gồm cả những người nổi tiếng Hollywood nhà lãnh đạo cộng đồng và con số công cộng. Các ứng cử viên tổng thống của Hoa Kỳ vào năm 2008, Barack Hussein Obama, Hillary Rodham Clinton và John McCain, gửi hỗ trợ của họ thông qua tin nhắn video. Việc tiết kiệm đã đạt được với nhau trong sự kiện này đã giúp đưa công nghệ giáo dục trong các trường học, người dân Sderot Đây là lần đầu tiên cư dân người Mỹ gốc Israel tại Hoa Kỳ, dẫn đầu một sự kiện từ thiện cho việc huy động vốn thông qua một sự kiện cộng đồng hướng tới toàn thể cộng đồng người Do Thái ở Los Angeles.
Năm 2008, ILC tung ra một dự án được gọi là Tzav 8, sử dụng công nghệ mới để huy động hàng ngàn thành viên cộng đồng để hỗ trợ công Israel. Nỗ lực này dẫn đến một cuộc biểu tình của hơn 6.000 người tại tòa nhà Liên bang Wilshire. Kể từ đó, các tổ chức đã sử dụng mã cảnh báo  Tzav 8  khi họ đã có cuộc khủng hoảng nghiêm trọng diễn ra tại Israel.
Trong năm 2009, ILC đã ăn tối gala hàng năm đầu tiên của nó. Hàng trăm Israel-Mỹ gặp nhau lần đầu tiên tham dự một sự kiện từ thiện gây quỹ, với mục đích góp phần vì lợi ích của cộng đồng của họ. Tại buổi dạ tiệc hàng năm thứ hai, và kể từ đó mỗi năm Tổng thống Israel, Thủ tướng, và các vị trí khác của chính phủ Israel đã gửi thông điệp ủng hộ cho tổ chức và cộng đồng. Trong hai năm tới, ILC đã đưa ra những hỗ trợ cho một số tổ chức, một trong các tổ chức này được gọi là  Tzofim  Các Tzofim là những cậu bé thám của Israel, những người có sự giúp đỡ và hỗ trợ của cộng đồng.
Hôm nay hiệp hội cung cấp hỗ trợ cho hơn 50 tổ chức phi lợi nhuận tại Hoa Kỳ. ILC cũng phát triển các chương trình mới. Trong năm 2010, thành lập ILC BINA, một hiệp hội của người Do Thái Mỹ của các chuyên gia trẻ, và trong năm 2011, ILC giới thiệu chương trình toàn quốc đầu tiên của mình, được gọi là  đồ ngủ Sifriyat Hãy Mỹ , một chương trình học đọc tiếng Hebrew cho trẻ em từ 2 đến 8 năm, giao miễn phí mỗi tháng, cuốn sách Hebrew ngôn ngữ cho trẻ em của hàng ngàn gia đình người Mỹ gốc Israel sinh sống tại Hoa Kỳ.
Vào tháng 9 năm 2011, ILC tuyển dụng đầu tiên đạo diễn toàn thời gian của mình, Balasha Sagi, người đứng đầu nhóm các tổ chức trong một thời kỳ tăng trưởng nhanh chóng và mở rộng. Trong tháng 11 năm 2011, các sáng kiến tự nguyện được gọi là  Chăm sóc ILC  đã được đưa ra với một buổi hòa nhạc đã được sự tham dự của 6.000 người tại Universal Studios Hollywood.
Vào tháng 4 năm 2012, ILC khởi xướng Liên hoan mừng Israel, một lễ hội kỷ niệm các Yom Ha'atzmaut, Ngày Độc lập của Nhà nước Israel, sự kiện này là sự tham dự của khoảng 15.000 người ở Los Angeles. Vào tháng 5 năm 2012, Shawn Evenhaim được bổ nhiệm làm Chủ tịch mới của hội đồng quản trị, dẫn đầu tăng trưởng nhanh chóng của các tổ chức trong những năm tới, cùng với CEO Sagi Balasha và hội đồng quản trị của ILC. Giữa mùa hè năm 2011 và mùa hè năm 2012, hơn 30.000 người đã tham gia trong các chương trình và sự kiện ILC.
Vào giữa năm 2013, tổ chức gần như đạt đến gấp đôi các hoạt động của nó, với hơn 50.000 người tham gia. Kết quả là, các chương trình bổ sung đã được phát triển, và các chương trình hiện có trở nên mạnh mẽ hơn để phục vụ các nhu cầu của cộng đồng.
Trong tháng 10 năm 2014, Adam Milstein đã trở thành chủ tịch quốc gia mới của Mỹ-Israel Hội đồng (IAC), và Shoham Nicolet trở lại giữ vị trí Giám đốc điều hành.

## Tăng trưởng quốc gia

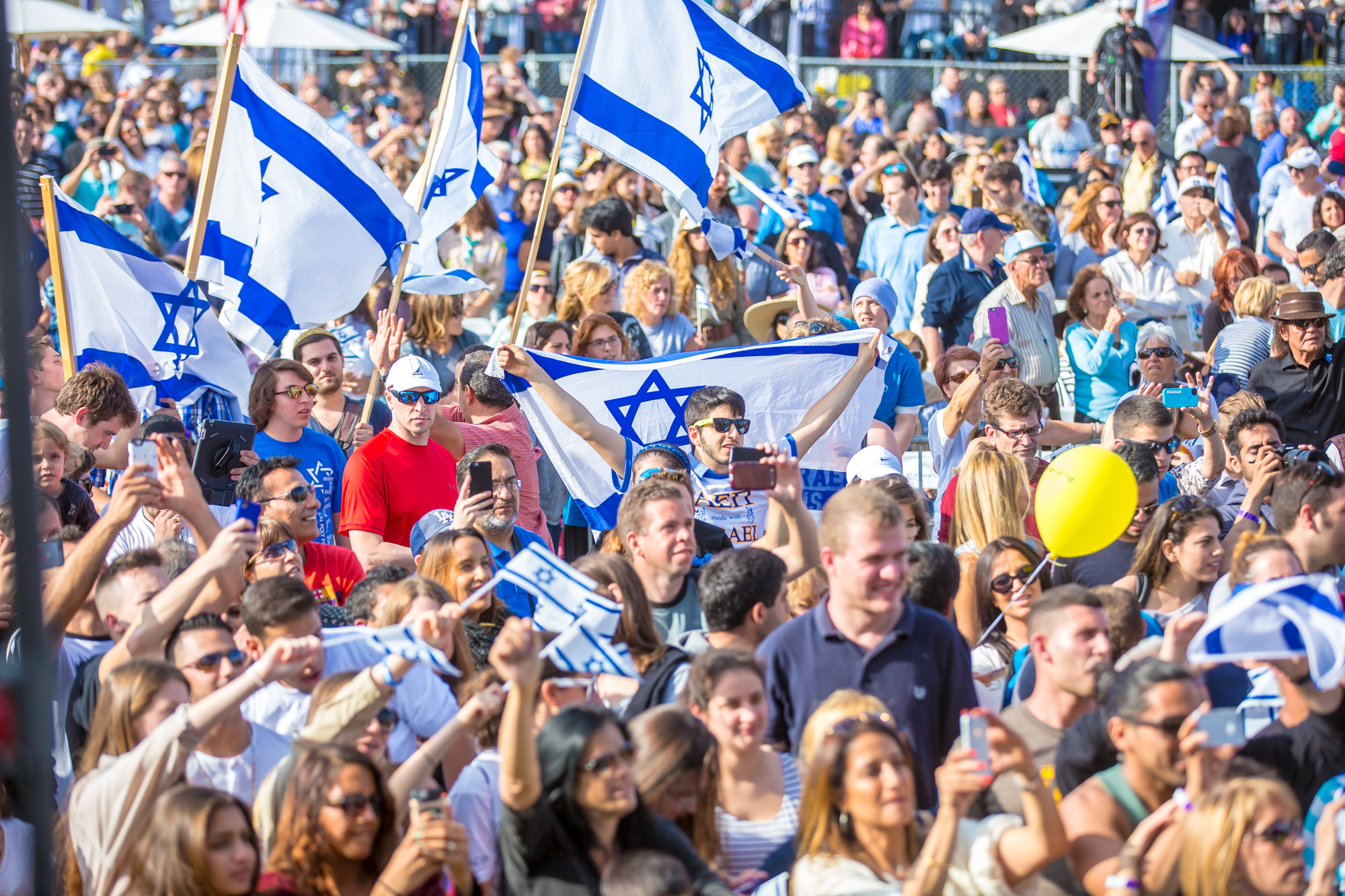
Celebrate Israel Festival, Miami, 2015.

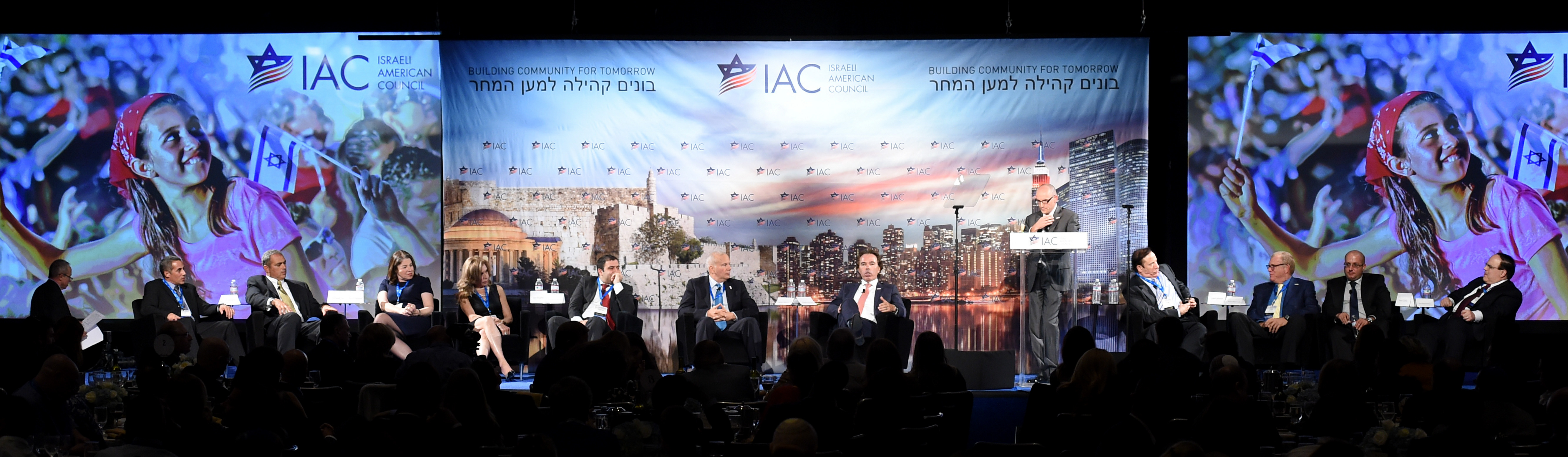

Trong năm 2013, tổ chức này đã được đổi tên thành Hội đồng Israel Mỹ (IAC). Các tên mới đã được công bố trong buổi dạ tiệc hàng năm, được tổ chức tháng 3 năm 2013. Trong buổi dạ tiệc, các nhà hảo tâm và một số nhà hoạt động ủng hộ Israel, như cuộc hôn nhân của Sheldon Adelson và Miriam Adelson, họ cam kết sẽ cung cấp các nguồn lực cần thiết để cho phép IAC để trở thành một hiệp hội quốc gia. Vào tháng 9 năm 2013, kế hoạch mở rộng quốc gia IAC đã được đưa ra, cung cấp một mô hình để tiếp cận hơn 600.000 Israel-Mỹ sống tại Hoa Kỳ.
Trong năm 2015, IAC được thành lập 7 văn phòng khu vực: trong thành phố Los Angeles trụ sở quốc gia có vị trí, có văn phòng khu vực IAC: New York, Washington DC, Las Vegas, Miami, Boston và New Jersey. Hội đồng quốc gia của IAC lớn, thêm các đại diện từ các khu vực khác nhau, bao gồm; Avi Almozlino (Boston), Rachel Davidson (New York), Yohanan Lowie (Las Vegas), Rani Ben David (Florida) và Arie Gilly (Washington DC). Với đội ngũ nhân viên của 70 thành viên chuyên nghiệp và một ngân sách hàng năm là 17 triệu và một nửa Dollar Mỹ, tổ chức này đã phục vụ 200.000 người tham gia với một loạt các chương trình và sự kiện.
Trong tháng 11 năm 2014, IAC đã tổ chức hội nghị quốc gia đầu tiên ở Washington DC, sự kiện này đã quy tụ hơn 750 nhà lãnh đạo cộng đồng từ 23 tiểu bang. Chương trình hội nghị đặc trưng nhiều nhà lãnh đạo chính trị của Hoa Kỳ và các nước Israel, các nhà hảo tâm, và một số tiếng nói nổi bật trong thế giới kinh doanh cũng như các thành viên của cộng đồng người Mỹ gốc Israel.
IAC có kế hoạch mở văn phòng khu vực hơn để đáp ứng nhu cầu ngày càng tăng của cộng đồng. Các thành viên của cộng đồng người Mỹ gốc Israel là khoảng nửa triệu và 800.000 người hiện đang cư trú trên lãnh thổ của Hoa Kỳ.